# Bupleurum wittmannii
Bupleurum wittmannii är en flockblommig växtart som beskrevs av John Stevenson. Bupleurum wittmannii ingår i släktet harörter, och familjen flockblommiga växter. Inga underarter finns listade i Catalogue of Life.